# Animals Should Not Try to Act Like People
Animals Should Not Try to Act Like People est un DVD du groupe Primus, sorti le 7 octobre 2003.
Il contient les vidéos du groupe, des courts-métrages, des extraits de concerts, un EP de 5 titres et quelques raretés.